# Chasnay
Chasnay é uma comuna francesa na região administrativa de Borgonha-Franco-Condado, no departamento Nièvre. Estende-se por uma área de 11,83 km². Em 2010 a comuna tinha 120 habitantes (densidade: 10,1 hab./km²).